# Dark Room Collective
El colectivo Dark Room fue un influyente colectivo afroamericano de poesía. Establecido en 1988, el colectivo creó una serie de lecturas que representaba figuras de la literatura negra.

## Fundación y actividades
Después de atender el funeral de icono literario James Baldwin en 1987, los poetas Sharan Strange y Thomas Sayers Ellis, entonces estudiantes de Harvard, junto con la poetisa y compositora Janice Lowe, una estudiante de la Universidad Berklee de Música, cofundaron la Serie de Lectura Dark Room en 1988. La serie recibió este nombre por el proyecto llamado The Dark Room: A Collection of Black Writing, una biblioteca que contendría las obras de autores negros, situada en lo que fue un cuarto oscuro (Darkroom) en el tercer piso de una casa victoriana en el 31 de la Inman en Cambridge.
El colectivo Dark Room acogió un taller de escritura y reuniones de escritores y artistas negros. Fueron visitados por escritores como Alice Walker, Bell Hooks, Toni Cade Bambara, Derek Walcott, Samuel R. Delany, Essex Hemphill, Randall Kenan, Terry McMillan, Ntozake Shange, John Edgar Wideman, y Walter Mosley. Llevaron a cabo una serie de lectura que combinaba escritores veteranos con escritores jóvenes. El grupo fue influenciado por Rita Dove. Debido a problemas siguientes con su casero, reubicaron la serie de lectura al Instituto de Arte Contemporáneo y más tarde al Boston Playwrights' Theatre.
La serie tuvo lugar durante 1998, aunque tuvieron un reencuentro en 2012 y 2013.

## Influencia y alumni
El Colectivo Dark Room Colectiva ha influido en la poesía estadounidense y afroestadounidense, inspirando la creación de la Cave Canem Foundation. Muchos alumnos lograron gran éxito. Las futuras Poetisas Laureadas de Estados Unidos  Natasha Trethewey y Tracy K. Smith, el editor de poesía en el New Yorker Kevin Young, Carl Phillips, Major Jackson, Patrick Sylvain, Tisa Bryant, Danielle Legros Georges, Artress Bethany White, Trasi Johnson, Adisa Beatty, Nehassaiu deGannes, Donia Allen, Della Scott y John Keene fueron alumnos.